# Farrah Fawcett

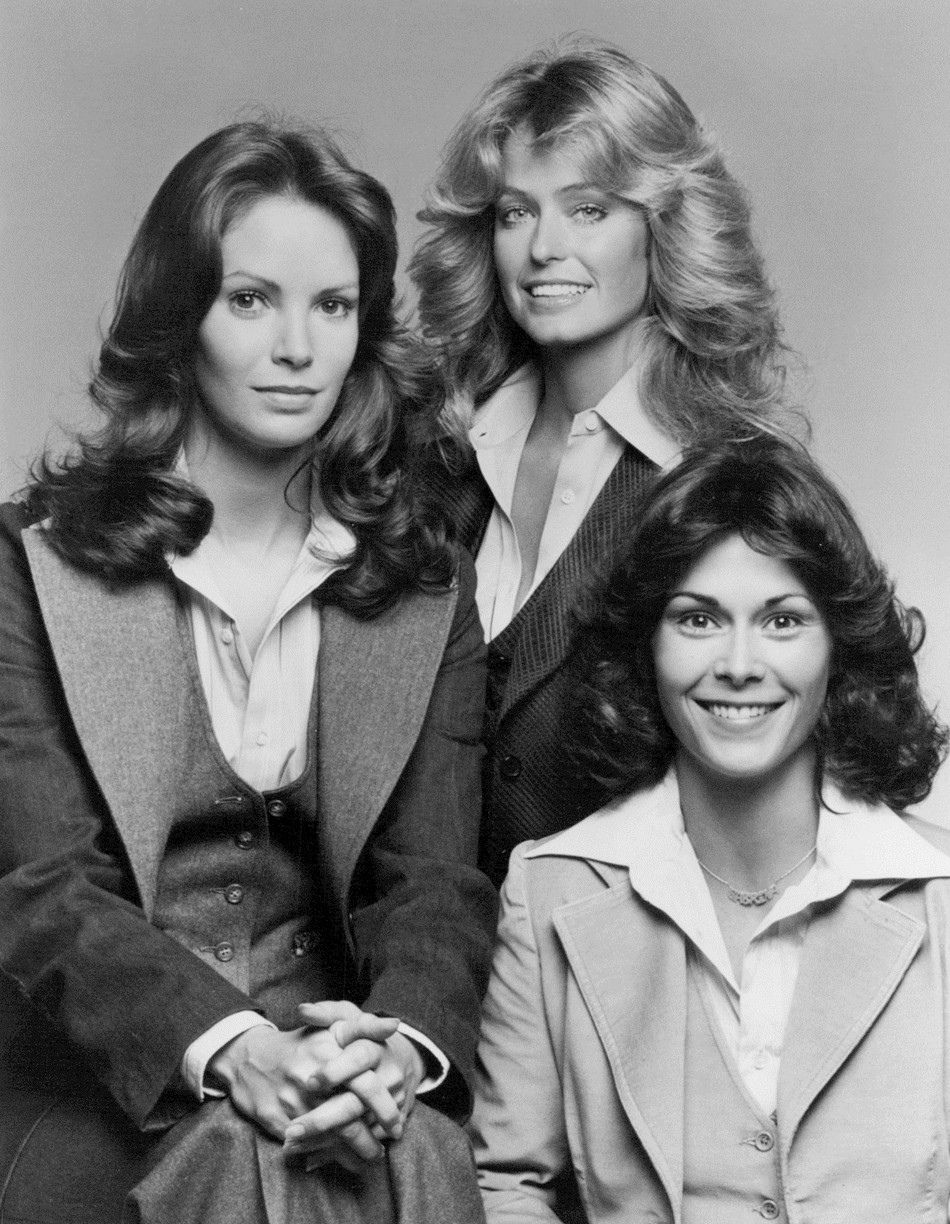
Farrah Fawcett en Los ángeles de Charlie (1976).

Farrah Fawcett (estado de Texas, 2 de febrero de 1947 Santa Mónica, 25 de junio de 2009) fue una actriz y modelo estadounidense. Con múltiples nominaciones al Globo de Oro y premios Emmy, Fawcett alcanzó la fama internacional cuando protagonizó la primera temporada de la serie de televisión Los ángeles de Charlie.
En la época de su matrimonio con el actor Lee Majors fue también conocida como Farrah Fawcett-Majors.

## Carrera artística
Hija de Pauline Alice, ama de casa, y de James William Fawcett, empresario petrolífero, desde pequeña demostró cualidades atléticas, fomentadas por sus progenitores.
A finales de los años 1960 y a principios de los años 1970 se introdujo en el mundo de la publicidad, aprovechando su físico exuberante. Entre ellos, especialmente populares en Estados Unidos fueron los anuncios de champú. En México protagonizó varias campañas de la Cerveza Superior.
Tuvo un pequeño papel en la comedia Myra Breckinridge (1970), donde se codeó con un reparto tan variado como llamativo (Raquel Welch, John Huston, Mae West y Tom Selleck). Sin embargo, el estallido de su fama a nivel mundial comenzó en septiembre de 1976, cuando fue contratada por Aaron Spelling para interpretar el papel de Jill Monroe en la serie de televisión Los ángeles de Charlie.
La imagen de Fawcett se convirtió en una de las más reproducidas a escala planetaria, miles de mujeres en el mundo imitaron su peinado y la serie llegó a convertirse en un auténtico fenómeno sociológico. Siendo su figura más destacada, la actriz, pese a ello, decidió abandonar la serie tras la primera temporada, siendo sustituida por Cheryl Ladd. Como había firmado contrato con la productora de Spelling, al abandonar la serie fue demandada y perdió, lo que le obligó a participar en seis capítulos en temporadas posteriores; durante ese período su nombre apareció acreditado en la serie como Farrah Fawcett-Majors debido a su matrimonio con el actor Lee Majors.
La fama alcanzada le facilitó la posibilidad de intentar triunfar en el mundo del cine. Sin embargo, y pese a protagonizar la película de ciencia ficción Saturno 3 (1980), de Stanley Donen, junto a Kirk Douglas, su carrera cinematográfica no alcanzó las expectativas previstas.
Entre los títulos posteriores en los que colaboró destacan Extremities (1986), de Robert M. Young, The apostle (1997), de Robert Duvall y Dr. T y las mujeres (2000), de Robert Altman, junto a Richard Gere.
Su carrera en televisión, por el contrario, fue más constante, protagonizando decenas de telefilmes y series a lo largo de dos décadas, que le valieron tres nominaciones a los Premios Emmy.
En 1996, Fawcett obtuvo el puesto número 26 dentro de la lista de las "50 mejores estrellas de televisión de todos los tiempos" de la famosa revista TV Guide.

## Vida personal
La actriz estuvo casada entre 1973 y 1982 con el actor Lee Majors, de quien tomó el apellido durante esa etapa, si bien de manera compuesta con el suyo (Fawcett-Majors). Tras su separación en 1979, se unió sentimentalmente al también actor Ryan O’Neal. De la relación nació su hijo Redmond (en 1985).

### Lucha contra el cáncer

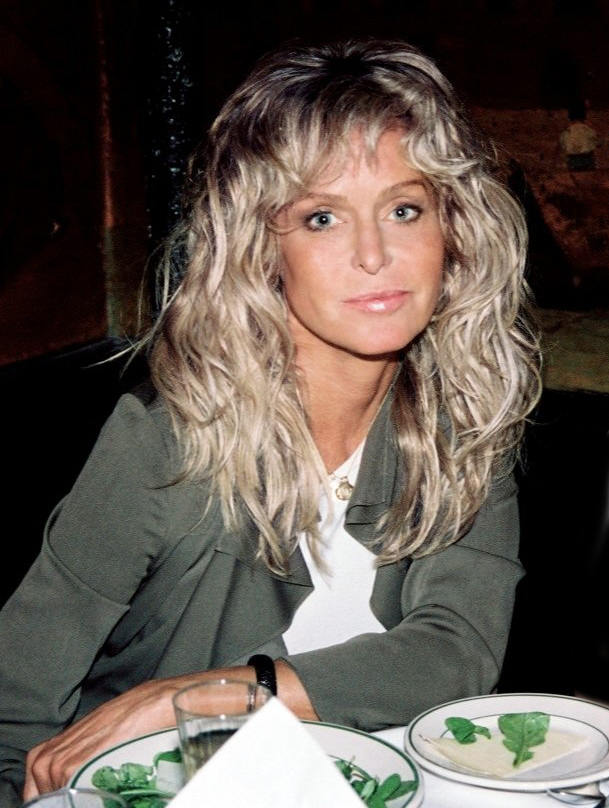
Farrah Fawcett en 2008.

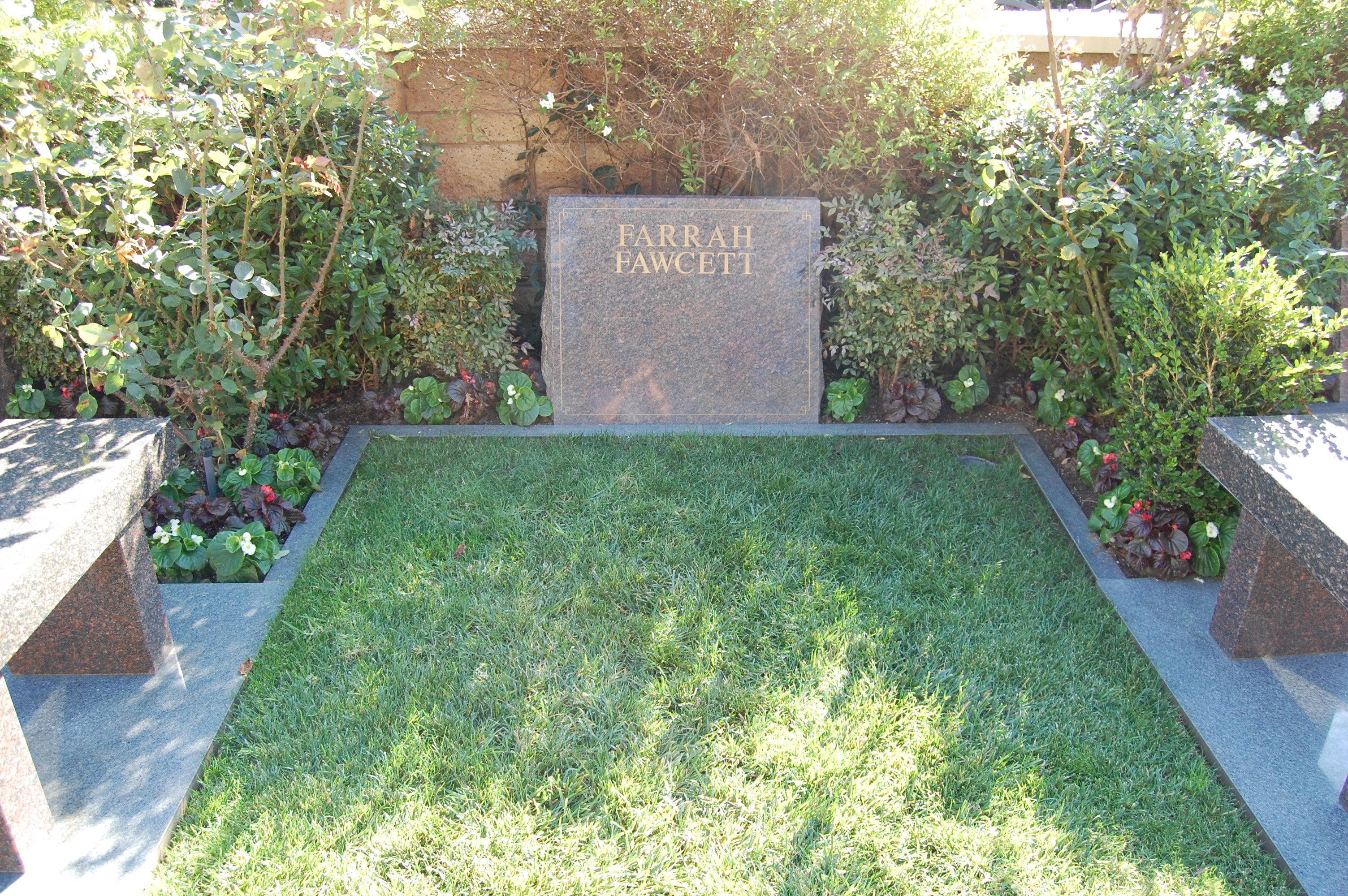
Tumba de Farrah Fawcett.

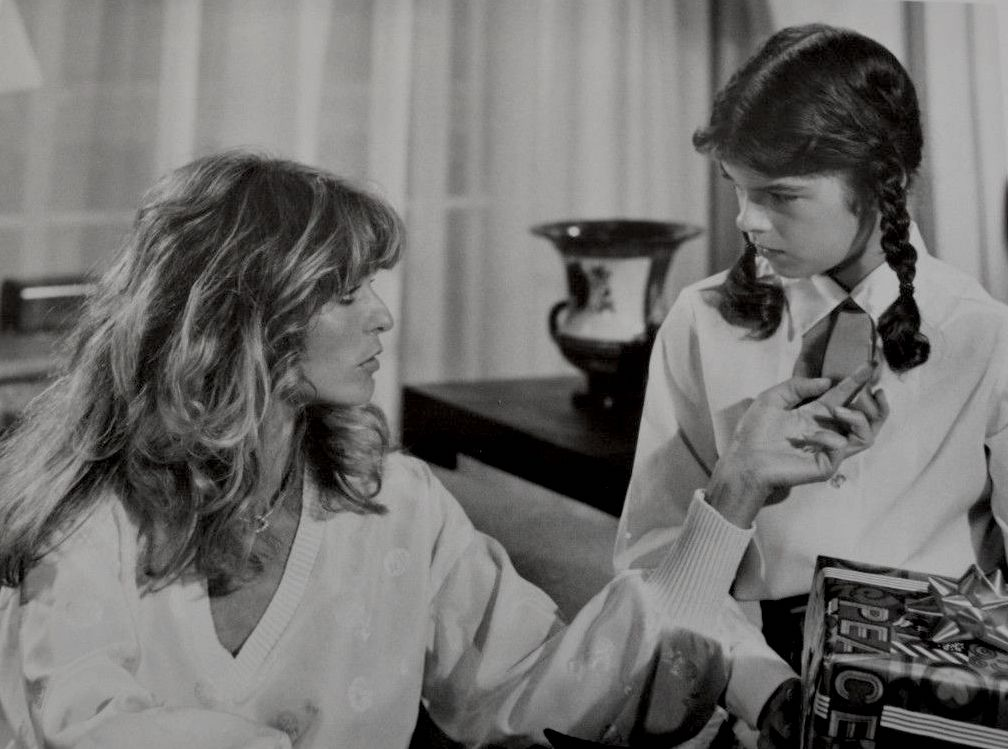
Farrah Fawcett y Olivia Barash en un episodio de Los ángeles de Charlie (1978).

El 4 de octubre de 2006 se reveló que Fawcett sufría de cáncer anal, por lo que se sometió a cirugía y quimioterapia.
Ante ello debió suspenderse indefinidamente una posible reunión del reparto original de Los ángeles de Charlie, ampliamente deseada por sus admiradores.
Aunque la agencia de noticias Associated Press informó en el cumpleaños sesenta de la actriz que ya se había recuperado de la enfermedad, el 16 de mayo de 2007 se supo que se había encontrado un pólipo maligno en el mismo lugar donde había sido tratada. Los médicos optaron entonces por usar radioterapia interna, decidiendo Fawcett poco después viajar a Alemania para someterse a procedimientos con células madre, no practicables en Estados Unidos.
Este tratamiento fue filmado para un programa de televisión.
Según su médico, Lawrence Piro, en el tratamiento experimental al que se acogió la actriz en Europa, «fue sometida a una intervención menor que provocó una pequeña hemorragia en un músculo del área abdominal, causando una acumulación de sangre que le presionaba y le producía dolor. Fue un procedimiento sencillo».
Agotados los esfuerzos, el 5 de abril de 2009 Fawcett fue ingresada en un hospital de Los Ángeles en estado crítico, y al día siguiente Associated Press dejó saber que el cáncer había hecho ya metástasis en el hígado, aunque no era esa la razón de su hospitalización.
Craig Nevius, el productor con el que trabajó en el documental A wink and a prayer (‘Un guiño, una oración’), que narra su combate contra el terrible mal, ejerció como improvisado portavoz de la actriz:

Se está recuperando y pronto será dada de alta. Se siente muy bien. Su lucha continúa. No se va a ir a ningún sitio por el momento. No está al borde de la muerte. [...] Mantiene el buen ánimo con su habitual sentido del humor, y pronto será dada de alta.
Craig Nevius.

## Muerte
Fawcett murió a los 62 años el 25 de junio de 2009, en el Centro de Salud Saint John's en Santa Mónica, California, con O'Neal a su lado.
Un funeral privado se celebró en Los Ángeles el 30 de junio de 2009 con su hijo Redmond siendo permitido salir de su centro de detención de California para asistir al funeral, donde dio la primera lectura. Fawcett está enterrada en el cementerio Westwood Village Memorial Park de Los Ángeles.
La noticia de la muerte de Fawcett fue eclipsada en gran parte por la muerte del cantante Michael Jackson, que murió horas más tarde el mismo día.
En marzo de 2010, la Academia de Artes y Ciencias Cinematográficas causó controversia cuando Fawcett fue excluida del vídeo que homenajeaba a los artistas fallecidos en 2009 en la ceremonia de la 82.ª edición de los premios Óscar, junto con las también estrellas de la televisión Beatrice Arthur, Gene Barry, y Ed McMahon. Michael Jackson, conocido principalmente por su carrera musical más que por sus papeles en el cine, fue sin embargo uno de los conmemorados en el montaje, añadiendo esto a la controversia. Además de Ryan y Tatum O'Neal, amigos y colegas de Fawcett expresaron públicamente su indignación por el descuido, incluyendo la actriz Jane Fonda y el crítico de cine Roger Ebert. El director ejecutivo de la Academia Bruce Davis citó el reconocimiento de Fawcett en la 61.ª edición de los premios Primetime Emmy por su «notable trabajo en televisión», y dijo de todas las exclusiones: «No hay nada que puedas decir a la gente, en especial a los miembros de la familia, dentro de un día o dos del show que ayude en absoluto. Ellos tienden a estar sorprendidos y heridos, y entendemos eso y lo lamentamos».

## Filmografía

### Películas de cine
| Año  | Película                                   | Personaje                    | Observaciones                                     |
| ---- | ------------------------------------------ | ---------------------------- | ------------------------------------------------- |
| 1969 | Love Is a Funny Thing                      | Patricia                     |                                                   |
| 1970 | Myra Breckinridge                          | Mary Ann Pringle             |                                                   |
| 1976 | Logan's Run                                | Holly 13                     |                                                   |
| 1978 | Somebody Killed Her Husband                | Jenny Moore                  |                                                   |
| 1979 | An Almost Perfect Affair                   | Ella misma                   | Sin acreditar                                     |
| 1979 | Sunburn                                    | Ellie                        |                                                   |
| 1980 | Saturno 3                                  | Alex                         |                                                   |
| 1981 | The Cannonball Run                         | Pamela Glover                |                                                   |
| 1986 | Extremities                                | Marjorie                     | Nominada – Globo de Oro a la mejor actriz - Drama |
| 1989 | See You in the Morning                     | Jo Livingstone               |                                                   |
| 1995 | Man of the House                           | Sandy Archer                 |                                                   |
| 1995 | Children of dust                           | Nora                         |                                                   |
| 1997 | The Apostle                                | Jessie Dewey                 | Nominada – ISA Mejor Actriz de Reparto            |
| 1997 | The Lovemaster                             | Chica de los sueños de Craig |                                                   |
| 1997 | Playboy: Farrah Fawcett, All of Me         | Ella misma                   |                                                   |
| 1998 | The Brave Little Toaster Goes to Mars      | Faucet                       | Voz                                               |
| 2000 | The Flunky                                 | Ella misma                   |                                                   |
| 2000 | Dr. T y las mujeres                        | Kate                         |                                                   |
| 2004 | The Cookout                                | Mrs. Crowley                 |                                                   |
| 2008 | A Wing & a Prayer: Farrah's Fight for Life | Ella misma                   | Documental                                        |

## Películas para televisión
- 1966: Mi bella genio ("Tina" en el episodio «See You in Cuba»).
- 1969: Three's a Crowd
- 1971: The feminist and the fuzz
- 1971: Inside O.U.T. (episodio piloto que no se difundió).
- 1973: The great american beauty contest
- 1973: Of Men and Women
- 1974: The Girl Who Came Gift-Wrapped
- 1974-1976: Harry O (miembro recurrente del reparto).
- 1974-1976: The Six Million Dollar Man (4 episodios).
- 1974-1976, 1978-1980: Los ángeles de Charlie (miembro del elenco entre 1976 y 1977; recurrente entre 1978 y 1980).
- 1981: Murder in Texas
- 1984: The red-light sting
- 1984: The Burning Bed
- 1986: Between two women
- 1986: Serge and Beate Klarsfeld / Nazi hunter: the Beate Klarsfeld story
- 1987: Poor little rich girl: the Barbara Hutton story
- 1989: Margaret Bourke-White
- 1989: Small Sacrifices
- 1991: Good Sports (cancelada después de 9 episodios).
- 1992: Criminal behavior
- 1994: The substitute wife
- 1995: Children of the Dust (miniserie).
- 1996: Dalva
- 1999: Silk hope
- 2000: Baby
- 2001: Jewel
- 2003: Hollywood wives: the new generation
- 2005: Chasing Farrah (cancelada después de 7 episodios).
- 2007: Kung Fu Panda  (voz de «Frida», el ave marcial).